# Tyburcja
Tyburcja – imię żeńskie pochodzące ze starożytnego Rzymu, żeński odpowiednik imienia Tyburcjusz, Tyburcy. Tyburcja była imieniem dynastycznym córek władców Oranii. Wśród patronów -  św. Tyburcjusz (Tyburcy), żyjący w III wieku. 
Tyburcja imieniny obchodzi 14 kwietnia i 11 sierpnia.
Postaci fikcyjne noszące to imię:
- Tiburzia (Tyburcja) da Pellocce — postać z filmu Brancaleone i Krzyżowcy (Brancaleone alle crociate) (1970), grana przez Stefanię Sandrelli